# Tilbury FC
Tilbury FC (celým názvem: Tilbury Football Club) je anglický fotbalový klub, který sídlí ve městě Tilbury v nemetropolitním hrabství Essex. Založen byl v roce 1889. Od sezóny 2018/19 hraje v Isthmian League North Division (osmá nejvyšší soutěž v Anglii). Klubové barvy jsou černá a bílá.
Své domácí zápasy odehrává na stadionu Chadfields s kapacitou 4 000 diváků.

## Úspěchy v domácích pohárech
Zdroj: 
- FA Cup
  - 3. kolo: 1977/78
- FA Amateur Cup
  - Čtvrtfinále: 1946/47
- FA Trophy
  - 3. kolo: 1982/83
- FA Vase
  - 4. kolo: 1988/89, 1999/00

## Umístění v jednotlivých sezonách
Stručný přehled
Zdroj: 
- 1946–1950: London League (Premier Division)
- 1950–1957: Corinthian League
- 1957–1962: London League
- 1962–1963: Delphian League
- 1963–1964: Athenian League (Division Two)
- 1964–1969: Athenian League (Division One)
- 1969–1973: Athenian League (Premier Division)
- 1973–1976: Isthmian League (Second Division)
- 1976–1977: Isthmian League (First Division)
- 1977–1980: Isthmian League (Premier Division)
- 1980–1987: Isthmian League (First Division)
- 1987–1991: Isthmian League (Second Division North)
- 1991–1992: Isthmian League (Third Division)
- 1992–1998: Isthmian League (Second Division)
- 1998–2000: Isthmian League (Third Division)
- 2000–2002: Isthmian League (Second Division)
- 2002–2004: Isthmian League (Division One North)
- 2004–2005: Southern Football League (Eastern Division)
- 2005–2006: Essex Senior League
- 2006–2018: Isthmian League (Division One North)
- 2018– : Isthmian League (North Division)

Jednotlivé ročníky
Zdroj: 
Legenda: Z - zápasy, V - výhry, R - remízy, P - porážky, VG - vstřelené góly, OG - obdržené góly, +/- - rozdíl skóre, B - body, červené podbarvení - sestup, zelené podbarvení - postup, fialové podbarvení - reorganizace, změna skupiny či soutěže
| Sezóny  | Liga                                 | Úroveň | Z  | V  | R  | P  | VG | OG | +/- | B  | Pozice |
| ------- | ------------------------------------ | ------ | -- | -- | -- | -- | -- | -- | --- | -- | ------ |
| 2009/10 | Isthmian League (Division One North) | 8      | 42 | 15 | 11 | 16 | 61 | 60 | +1  | 56 | 11.    |
| 2010/11 | Isthmian League (Division One North) | 8      | 40 | 11 | 4  | 25 | 41 | 66 | -25 | 37 | 19.    |
| 2011/12 | Isthmian League (Division One North) | 8      | 42 | 23 | 11 | 8  | 82 | 62 | +20 | 80 | 3.     |
| 2012/13 | Isthmian League (Division One North) | 8      | 42 | 18 | 9  | 15 | 69 | 62 | +7  | 45 | 16.    |
| 2013/14 | Isthmian League (Division One North) | 8      | 46 | 14 | 11 | 21 | 56 | 74 | -18 | 53 | 16.    |
| 2014/15 | Isthmian League (Division One North) | 8      | 46 | 16 | 10 | 20 | 64 | 76 | -12 | 58 | 14.    |
| 2015/16 | Isthmian League (Division One North) | 8      | 46 | 20 | 9  | 17 | 85 | 66 | +19 | 69 | 11.    |
| 2016/17 | Isthmian League (Division One North) | 8      | 46 | 17 | 13 | 16 | 67 | 73 | -6  | 64 | 12.    |
| 2017/18 | Isthmian League (Division One North) | 8      | 46 | 16 | 8  | 22 | 73 | 95 | -22 | 56 | 17.    |
| 2018/19 | Isthmian League (North Division)     | 8      | 38 |    |    |    |    |    |     |    |        |